# Pagerwojo (Limbangan)
Pagerwojo is een bestuurslaag in het regentschap Kendal van de provincie Midden-Java, Indonesië. Pagerwojo telt 2215 inwoners (volkstelling 2010).